# 서울 신당동 박정희 가옥
서울 신당동 박정희 가옥(서울 新堂洞 朴正熙 家屋)은 서울특별시 중구에 있는, 박정희 전 대통령이 1958년 5월부터 1961년 8월 국가재건최고회의 의장 관사로 이주할 때까지 가족과 함께 생활했고 1979년 10월 박정희가 10.26 사건으로 인해 서거한 이후에는 박정희의 유족들이 살았던 집이다. 2008년 10월 10일 대한민국의 국가등록문화재 제412호로 지정되었다.
대한민국 18대 전 대통령이자 박정희의 장녀인 박근혜가 어린시절을 보냈던 곳이기도 하며 1979년에 부친의 서거로 청와대를 떠나 이 곳에서 다시 지냈던 적이 있었다.

## 개요
박정희 전 대통령이 1958년 5월부터 1961년 8월 국가재건최고회의 의장 관사로 이주할 때까지 가족과 함께 생활했고 1979년 10월 박정희가 10.26 사건으로 인해 서거한 이후에는 유족들이 살았던 집이다. 1961년 박정희 전 대통령이 5·16 군사 정변을 계획하고 지휘한 장소로서 한국 현대 정치사에서 있어 중요한 역사의 현장이다.
박근혜, 박근령, 박지만 남매가 어린시절을 보냈던 가옥이기도 하며 1979년 박정희 대통령의 서거 이후 청와대를 떠나서 이 곳으로 돌아오기도 하였다. 이후 박근혜는 서울 삼성동에 자택을 따로 마련하여서 육영재단 이사를 거쳐서 1997년 한나라당 정치인 생활을 시작하였고 2013년 대한민국 18대 대통령으로 취임하여 청와대로 갈 때까지 이 곳에서 지냈다가 2017년 3월 10일 헌법재판소의 대통령 탄핵 결정에 따라 다시 이 곳으로 돌아오기도 하였다가 경기도 의왕시에 있는 서울구치소에 수감되고 이후 삼성동 자택을 매각하여 현재는 서울 서초구 내곡동에 있는 자택을 가지고 있다.

## 같이 보기
- 박정희
- 박근혜
- 박근령
- 박지만
- 육영수
- 5·16 군사 정변
- 박정희 대통령 생가 - 경상북도 기념물 제86호
- 박정희 대통령 기념도서관

## 참고 자료
- 서울 신당동 박정희 가옥 - 국가유산청 국가유산포털